# Марк Евънс
Марк Евънс (* 2 март 1955 в Мелбърн, Австралия) е австралийски басист и от 1975 до 1977 член на хардрок групата AC/DC.

## Биография
След промените в AC/DC Евънс влиза в групата 1975 и участва в няколко албума с бас китарата си. 1977 отстъпва мястото си на Клиф Уилямс. Първият концерт на Евънс с групата е на 1 април 1976 в Австралия, а последният – на 29 април 1977 в Офенбах на Майн, Германия.
В AC/DC Евънс често е наричан „Sandmann“, тъй като имал навика след концерт веднага да заспива в автобуса. Добър приятел е на Фил Ръд и Бон Скот.

## В по-късни състави
- Contraband
- Cheetah
- Heaven
- Tice & Evans

## Дискография с AC/DC
- 1974 ’74 Jailbreak
- 1975 High Voltage
- 1976 Dirty Deeds Done Dirt Cheap
- 1977 Let There Be Rock